# Магніторезистивна оперативна пам'ять
Магніторезисти́вна операти́вна па́м'ять (MRAM — англ. magnetoresistive random-access memory) — запам'ятовуючий пристрій з довільним доступом, який зберігає інформацію за допомогою магнітних моментів, а не електричних зарядів.
Найважливіша перевага цього типу пам'яті — енергонезалежність, тобто здатність зберігати записану
інформацію (наприклад, програмні контексти задач в системі і стан всієї системи) при відсутності зовнішнього живлення.
Технологія магніторезистивної пам'яті розробляється з 1990-х років. В порівнянні зі зростаючим об'ємом виробництва інших типів комп'ютерної пам'яті, особливо флеш-пам'яті і пам'яті типу DRAM, вона поки не так широко розповсюджена. Однак її прихильники вірять, що завдяки ряду переваг, вона зрештою замінить всі типи комп'ютерної пам'яті, і стане по-справжньому «універсальною» комп'ютерною пам'яттю.

Спрощена структура комірки MRAM пам'яті

## Опис
На відміну від інших типів запам'ятовуючих пристроїв, інформація в магніторезистивній пам'яті зберігається не у вигляді електричних зарядів чи струмів, а в магнітних елементах пам'яті. Магнітні елементи сформовані з двох феромагнетних шарів, розділених тонким шаром діелектрика. Один з шарів являє собою постійний магніт, намагнічений в певному напрямку, а намагніченість другого (сенсорного) шару змінюється під дією зовнішнього поля. Пам'ять організована по принципу сітки, в вузлах якої знаходяться окремі «комірки» пам'яті і транзистор.
Зчитування інформації відбувається вимірюванням електричного опору комірки. Окрема комірка зазвичай вибирається подачею живлення на відповідний їй транзистор, який подає струм від джерела живлення через комірку пам'яті на землю мікросхеми. Через ефект тунельного магнетоопору, електричний опір комірки змінюється в залежності від взаємної орієнтації намагніченостей в шарах. По величині струму можна визначити опір даної комірки і, зрештою, орієнтацію сенсорного шару. Зазвичай однакова орієнтація намагніченостей в шарах елемента інтерпретується як «0», в той час як протилежні напрямки намагніченості шарів, характерних для більшого опору — як «1».
Інформацію можна записувати в комірки багатьма способами. В найпростішому випадку, кожна комірка лежить між двох ліній запису, розміщених під прямим кутом одна до одної, одна над, а друга під коміркою. Коли по лініях проходить струм, в точці перетину ліній запису наводиться магнітне поле, яке впливає на сенсорний шар. Такий же спосіб запису використовувався в пам'яті на магнітних осердях, яка застосовувалась в 1960-х роках. Цей спосіб потребував достатньо великого струму, необхідного для утворення поля, і тому він не дуже підходив для портативних пристроїв, для яких важливе мале споживання енергії. Це один з основних недоліків MRAM. Крім того, зі зменшенням розміру мікросхем, виникне ситуація, коли індуковане поле перекриє сусідні комірки на маленькій площі, що приведе до можливих похибок запису. Через це в пам'яті MRAM даного типу необхідно використовувати комірки достатньо великого розміру. Одним з експериментальних рішень цієї проблеми було використання круглих доменів на ефекті гігантського магнітного опору.
Другий підхід, перемикання режимів, застосовує багатокроковий запис з модифікованою багатошаровою
коміркою. Комірка модифікована містить в собі штучний антиферомагнетик, де магнітна орієнтація чергується в протилежних напрямках по поверхні, з обома (фіксованим і сенсорним) шарами, зібраними з багатошарових стосів ізольованих тонким «з'єднуючим шаром». Результуючі шари мають тільки два стабільних стани, які можуть бути переключені з одного в друге вибором моменту запису струму в двох лініях, так що одна трохи затримується, таким чином «повертаючи» поле. Будь-яка напруга, менша повного рівня запису, фактично збільшує його опір для перемикання. Це означає, що комірки, які розміщені вздовж однієї з ліній запису не будуть схильні до ефекту небажаного перемагнічування, дозволяючи використовувати менші розміри комірок.
Нова технологія переносу спінового моменту (spin-torque-transfer-STT) або перемикання шляхом переносу спіна, використовує електрони з певним спіном («поляризовані»), крутячи (поляризуючи) домени. Так, якщо електрони течуть всередині шару, який намагається змінити їх обертання, це буде сприяти їх перенесенню на прилеглий шар. І це зменшує величину струму, необхідну для запису інформації в комірку пам'яті; споживання при зчитуванні і запису стає приблизно однаковим. Технологія STT повинна вирішити проблеми, з якими «класична» технологія MRAM буде стикатися при збільшенні щільності розміщення комірок пам'яті і надмірного струму, необхідного для запису. Тому технологія STT буде актуальна при використанні технологічного процесу 65 нм і менше. Недолік — необхідність підтримувати спінову узгодженість. В цілому, STT потребує меншого струму запису, чим звичайна або перемикальна MRAM. А враховуючи частотну залежність, при однакових рівнях запису будемо мати більшу швидкодію.
Іншими можливими шляхами розвитку технології магніторезистивної пам'яті є технологія термічного перемикання (TAS-Thermal Assisted Switching), при якій під час процесу запису магнітний тунельний перехід швидко нагрівається (подібно PRAM) і решту часу остається стабільним при нижчій температурі, а також технологія вертикального перенесення (VMRAM-vertical transport MRAM), в якій струм через вертикальні стовпчики змінює магнітну орієнтацію, і таке геометричне розміщення комірок пам'яті зменшує проблему випадкового перемагнічення і відповідно може збільшити можливу щільність розміщення комірок.

## Порівняння з іншими типами пам'яті
Головним фактором, від якого залежить собівартість виробництва мікросхеми пам'яті, це щільність розміщення в ній окремих комірок. Чим менше розмір однієї комірки, тим більша їх кількість може бути розміщено на одній мікросхемі, або більше мікросхем може бути отримано за один раз з однієї кремнієвої пластини. Це поліпшує вихід виробів, і знижує вартість виробництва однієї мікросхеми.
В пам'яті типу DRAM елементом пам'яті слугує конденсатор, провідники переносять струм до нього і від нього, і є ключовий транзистор, — так звана комірка «1T/1C». Конденсатор може бути таким маленьким, як це дозволяє зробити технологічний процес. Пам'ять DRAM має найвищу щільність комірок з усіх типів пам'яті. Це робить її найдешевшою, і вона використовується як основна оперативна пам'ять комп'ютерів.
Своєю конструкцією комірка пам'яті MRAM схожа на комірку DRAM, хоч іноді в ній не використовується
транзистор для запису інформації. Однак, пам'ять MRAM має проблему напіввибору, через який розмір комірки при використанні звичайної технології MRAM обмежений розміром 180 нм і більше. Застосовуючи технологію MRAM з перемиканням режимів можна досягнути меншого розміру комірки — близько 90 нм. Більшість сучасних мікросхем DRAM пам'яті мають розмір комірки 32 і 20 нм. Є перспективи в досягненні магніторезистивною пам'яттю розмірів 65 нм, але для цього потрібно використовувати технологію STT.

## Енергоспоживання
Заряди в крихітних конденсаторах увесь час стікають, ось чому пам'ять повинна постійно регенеруватися. Навіть миттєве переривання подачі живлення або який-небудь збій в циклах регенерації приведе до втрати заряду у комірці DRAM, а отже, і до втрати даних.
Чим менші розміри комірки пам'яті, тим частіше необхідно регенеруватися, і в зв'язку з цим енергоспоживання росте.
На відміну від DRAM, MRAM не потребує постійного оновлення. Це означає не тільки те, що пам'ять зберігає записану в неї інформацію при відключенні живлення, але і те що, при відсутності операцій зчитування або запису, енергія зовсім не споживається. Хоч теоретично при зчитуванні інформації пам'ять MRAM повинна споживати більше енергії ніж DRAM, на практиці енергоємність зчитування у них майже однакова. Тим не менш, процес запису потребує в 3—8 раз більше енергії ніж при зчитуванні, — ця енергія витрачається на зміну магнітного поля. Хоча точна кількість енергії залежить від характеру роботи, — частіший запис потребує більше енергії, — в цілому очікується менше енергоспоживання (до 99% менше) в порівнянні з DRAM. При застосуванні технології STT MRAM споживання енергії при запису і зчитуванні приблизно однакове, і загальне енергоспоживання ще менше.
Можна порівняти магніторезистивну пам'ять зі ще одним конкуруючим типом пам'яті, з флеш-пам'яттю. Як і магніто-резистивна пам'ять, флеш-пам'ять енергонезалежна. Флеш-пам'ять не втрачає інформацію при вимиканні живлення, що робить її зручною для заміни твердих дисків в портативних пристроях, таких як цифрові плейери або цифрові камери. При зчитуванні інформації, флеш-пам'ять і MRAM майже однакові по рівню енергоспоживання. Однак запис інформації в мікросхеми флеш-пам'яті потребує потужного імпульсу напруги (близько 10 В), який накопичується якийсь час при накачці заряду, — для цього треба багато енергії і часу. Крім цього імпульс струму фізично руйнує комірки флеш-пам'яті, і інформація в флеш-пам'ять може бути записана обмежене число раз до остаточного руйнування комірки.
На відміну від флеш-пам'яті, мікросхемам MRAM для запису енергії треба ненабагато більше, чим для
зчитування. Але при цьому не треба збільшувати напругу і не потрібна накачка заряду. Це веде до більш швидких операцій, меншому енергоспоживанню, і збільшенню часу зношування. Можливо флеш-пам'ять буде першим типом мікросхем пам'яті, який буде з часом замінений MRAM.

## Швидкодія
Швидкодія пам'яті типу DRAM обмежена швидкістю, з якою заряд в комірках може бути злитий (для зчитування) або буде накопиченим (для запису). Робота MRAM базується на вимірі напруг, що бажаніше, ніж робота з зарядами або струмами, бо перехідні процеси швидші. Дослідники IBM продемонстрували пристрої MRAM з часом доступу близько 2 нс, що помітно краще навіть найдосконаліших DRAM, зроблених по найновішим технологіям.
Переваги в порівнянні з Flash-пам'яттю більш значні: тривалість зчитування у них майже однакова, але тривалість запису в MRAM в тисячі разів менша.
Тільки одна сучасна технологія пам'яті може конкурувати в швидкодії з магніторезистивною пам'яттю. Це статична пам'ять або SRAM. Комірками SRAM пам'яті є тригери, які зберігають одне з двох положень так довго, як довго подається енергія. Кожен тригер складається з кількох транзисторів. Так як для транзисторів характерне дуже низьке енергоспоживання, тривалість їх перемикання дуже мала. Але оскільки комірка пам'яті SRAM складається з кількох транзисторів, — зазвичай чотирьох чи шести, — її площа більше, ніж у комірки пам'яті типу DRAM. Це робить пам'ять SRAM дорожчою, тому вона використовується тільки в малих об'ємах, — як особливо швидкодіюча пам'ять, як наприклад кеш-пам'ять і процесорні регістри в більшості сучасних моделей центральних процесорів. Не варто забувати також, що у процесорів роблять декілька рівней кеш-пам'яті, з різною швидкістю і об'ємом.
Хоч магніторезистивна пам'ять не така швидка, як SRAM-пам'ять, вона доволі цікава і в цій якості. Вона щільніша за SRAM , і розробники центральних процесорів могли б надалі вибирати для кеш-пам'яті між більшим об'ємом менш швидкої MRAM-пам'яті і меншим об'ємом більш швидкої SRAM-пам'яті.

## Загальний підсумок
Магніторезистивна пам'ять має швидкодію, порівнянну з пам'яттю типу SRAM; таку ж щільність комірок, але менше енергоспоживання, ніж у пам'яті типу DRAM; вона швидкіша і не страждає деградацією з часом в порівнянні з флеш-пам'яттю. Це та комбінація властивостей, яка може зробити її «універсальною пам'яттю», здатною замінити SRAM, DRAM, EEPROM і Flash. Цим пояснюється велика кількість досліджень, направлених на її розробку.
Звичайно, наразі MRAM ще не готова для широкого вжитку. Величезний попит на ринку флеш-пам'яті змушує виробників до агресивного впровадження нових технологічних процесів. Фабрики, на яких, наприклад, виробляє мікросхеми флеш-пам'яті ємністю 16 Гбайт фірма Samsung, використовують 50 нм технологічний процес. На більш старих технологічних лініях виробляються мікросхеми пам'яті DDR2 DRAM, для яких використовується 90 нм технологічний процес попереднього покоління.
Магніторезистивна пам'ять все ще в значній мірі є «в розробці», і виробляється за допомогою застарілих технологічних процесів. Так як попит на флеш-пам'ять перевищує пропозицію, то ще не скоро з'явиться компанія, яка зважиться перевести одну з своїх фабрик, з новітнім технологічним процесом на виготовлення мікросхем магніторезистивної пам'яті. Але і в цьому випадку конструкція магніторезистивної пам'яті програє флеш-пам'яті по розмірам комірки, навіть при використанні однакових технологічних процесів.

## Історія
1955 — винахід пам'яті на магнітних осердях, використовувався схожий з MRAM спосіб зчитування і запису інформації.
1989 — вчені IBM зробили ряд ключових відкриттів про «гігантський магніторезистивний ефект» в тонкоплівкових структурах.
1995 — Motorola (в подальшому Freescale) починає розробку MRAM.
2000 — IBM і Infeneon розробили спільну програму розвитку MRAM.
2002 — NVE оголошує про технологічний обмін з Cypress Semiconductor.
2003–128 кбіт чип MRAM був виготовлений по 0,18 мкм технології.
2004
Червень — Infineon анонсує 16-Мбіт дослідний зразок, по 0,18 мкм технології.
Вересень — MRAM стає стандартним продуктом в Freescale.
Жовтень — Тайванські розробники MRAM роблять 1 Мбіт елементи на TSMC.
Жовтень — Micron кидає MRAM, обдумує інші пам'яті.
Грудень — TSMC, NEC, Toshiba описують нові комірки MRAM.
Грудень — Renesas Technology розробляє швидкісну, високонадійну технологію MRAM.
2005
Січень — Cypress досліджує MRAM, використовуючи NVE IP.
Березень — Cypress продає дочірню компанію MRAM.
Червень — Honeywell публікує технічні дані для 1-Мбіт радіаційно-стійкої MRAM, по 0,15 мкм технології.
Серпень — рекорд MRAM: комірка пам'яті працює на 2 ГГц.
Листопад — Renesas Technology і Grandis спільно розробляють 65 нм MRAM; технологія переносу спінового моменту.
Грудень — Sony представляє першу лабораторію для технології переносу спінового моменту.
Грудень — Freescale анонсує MRAM, в якій замість оксиду алюмінію використовується оксид магнія, зменшуючи струм запису.
2006
Лютий — Toshiba і NEC анонсували 16 Мбіт чип MRAM з новою «енерго-розгалуженою» конструкцією. Вони
досягли частоти в 200 МБ/с, з циклом 34 нс, з найменшим фізичним розміром — 78,5 мм² — і низькою напругою джерела струму 1,8 В.
Липень — 10 липня Freescale виводить на ринок 4 Мбіт чипи MRAM, за ціною приблизно $25,00 за штуку.
2007
Листопад — компанія NEC розробила найшвидшу в світі магніторезистивну SRAM-пам'ять, з частотою 250 МГц.
2008
В японському штучному супутнику SpriteSat була застосована магніторезистивна пам'ять виробництва Freescale для заміни компонентів SRAM і FLASH.
Березень — концерн Siemens вибрав як енергонезалежну пам'ять для нових промислових панелей
оператора, мікросхеми MRAM пам'яті ємністю 4 Мб, виробництва Everspin Technologies.
Червень — Samsung s Hynix стають партнерами по розробці STT-MRAM.
Червень — Freescale виділяє весь свій бізнес магніторезистивної пам'яті — в окрему компанію Everspin.
2009
Лютий — компанії NEC і NEC Electronics заявили про успішну демонстрацію пам'яті магніторезисторного типу ємністю 32 Мбіт.
2010
Квітень — компанія Everspin виставила на продаж перші в світі мікросхеми MRAM ємністю 16 Мбіт.
2011
Серпень — Samsung заявила про купівлю Grandis — поставщика запам'ятовуючих пристроїв на основі пам'яті STT-RAM.
2012
Листопад — Everspin починає штучні поставки магніторезистивної пам'яті EMD3D064M 64 Mb DDR3 ST-MRAM

## Застосування
Передбачається використання пам'яті MRAM в таких пристроях як:
- Аерокосмічні і військові системи
- Цифрові фотоапарати
- Ноутбуки
- Смарт карти
- Мобільні телефони
- Стільникові базові станції
- Персональні комп'ютери
- Для заміни SRAM з живленням від акумуляторної батареї
- Спеціальні пристрої для реєстрації даних («чорні скриньки»)